# Kohei Isa
Kohei Isa (伊佐 耕平 Isa Kohei?), född 23 november 1991 i Hyōgo prefektur, är en japansk fotbollsspelare.
Isa började sin karriär 2014 i Oita Trinita.